# Krisztián Bártfai
Krisztián Bártfai, né le 16 juillet 1974 à Vác, est un kayakiste hongrois pratiquant la course en ligne.

## Palmarès

### Jeux olympiques
- 2000 à Sydney
  -  Médaille de bronze en K-2 1000m avec Krisztián Veréb

### Championnats du monde de course en ligne
- 1995 à Duisbourg
  -  Médaille d'argent en K-2 1000m avec Krisztián Veréb
- 2001 à Poznań
  -  Médaille d'argent en K-2 1000m avec Krisztián Veréb

### Championnats d'Europe de course en ligne
- 2000 à Poznań
  -  Médaille d'argent en K-2 1000m avec Krisztián Veréb
- 2001 à Milan
  -  Médaille d'argent en K-2 500m avec Krisztián Veréb
  -  Médaille d'argent en K-2 1000m avec Krisztián Veréb